# 謝罪大王
《謝罪大王》，為2013年上映的喜劇電影。宮藤官九郎編劇，阿部貞夫主演，水田伸生導演，為《舞妓哈哈哈》與《男兒有淚不輕彈》原班人馬製作的電影作品。

## 故事概要
以虛擬職業「謝罪師」維生的男子——黑島讓，遇到各種各樣的事情都用謝罪的技巧解決的故事。

## 演員陣容
- 黑島讓－阿部貞夫（配音：孫誠）：謝罪師。東京謝罪中心所長。
- 倉持典子－井上真央（配音：石薇）：想成為司法代書人的海外歸國子女。
- 箕輪正臣－竹野內豐：一流國際律師。典子的大學講師。
- 沼田卓也－岡田將生（配音：蘇振威）：內衣製造廠的中堅公司職員。輕薄的性騷擾者。
- 宇部美咲－尾野真千子（配音：巫玉羚）：沼田的共同項目負責人。
- 和田耕作－荒川良良：電影製作人。
- 瓦科哈魯（ワクバル）－濱田岳：萬丹（マンタン）王國的翻譯。
- 船木－松本利夫：拉麵店店員。
- 南部哲郎－高橋克實：大牌男演員。
- 壇乃春香－松雪泰子：南部的前妻，大牌女演員。

## 外部連結
- 官方网站
- 東京謝罪中心的Facebook專頁（電影官方Facebook）
- 電影「謝罪天王」的X（前Twitter）
- 電影「謝罪大王」台灣預告片（页面存档备份，存于）
- 互联网电影数据库（IMDb）上《謝罪王》的资料（英文）